# Карпинянка
Карпинянка (рум. Cărpineanca, Кэрпинянка) — село в Хынчештском районе Молдавии. Наряду с сёлами Сарата-Галбенэ, Братьяновка, Королёвка и Валя-Флорий входит в состав коммуны Сарата-Галбенэ.

## География
Село расположено на высоте 91 метров над уровнем моря.

## Население
По данным переписи населения 2004 года, в селе Кэрпинянка проживает 199 человек (88 мужчин, 111 женщина).
Этнический состав села:
| Национальность | Число жителей | Процентный состав |
| -------------- | ------------- | ----------------- |
| молдаване      | 150           | 75.38             |
| украинцы       | 41            | 20.6              |
| цыгане         | 7             | 3.52              |
| болгары        | 1             | 0.5               |
| Всего          | 199           | 100%              |